# Quercus kelloggii
Quercus kelloggii là một loài thực vật có hoa trong họ Cử. Loài này được Newb. miêu tả khoa học đầu tiên năm 1857.

## Hình ảnh

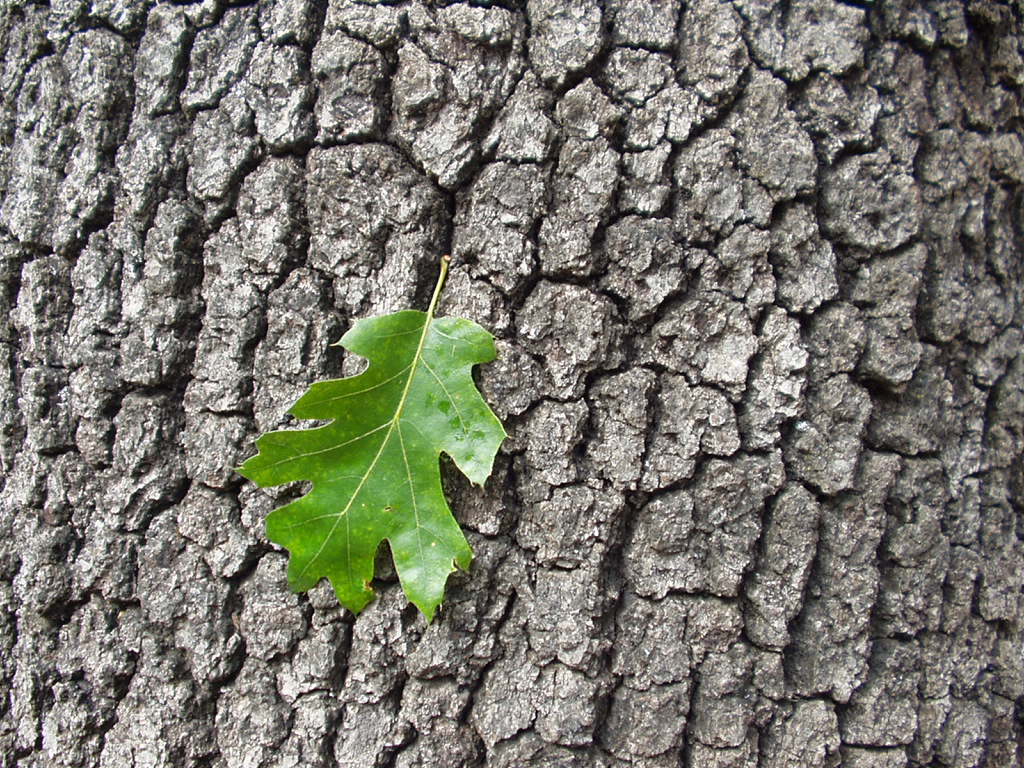
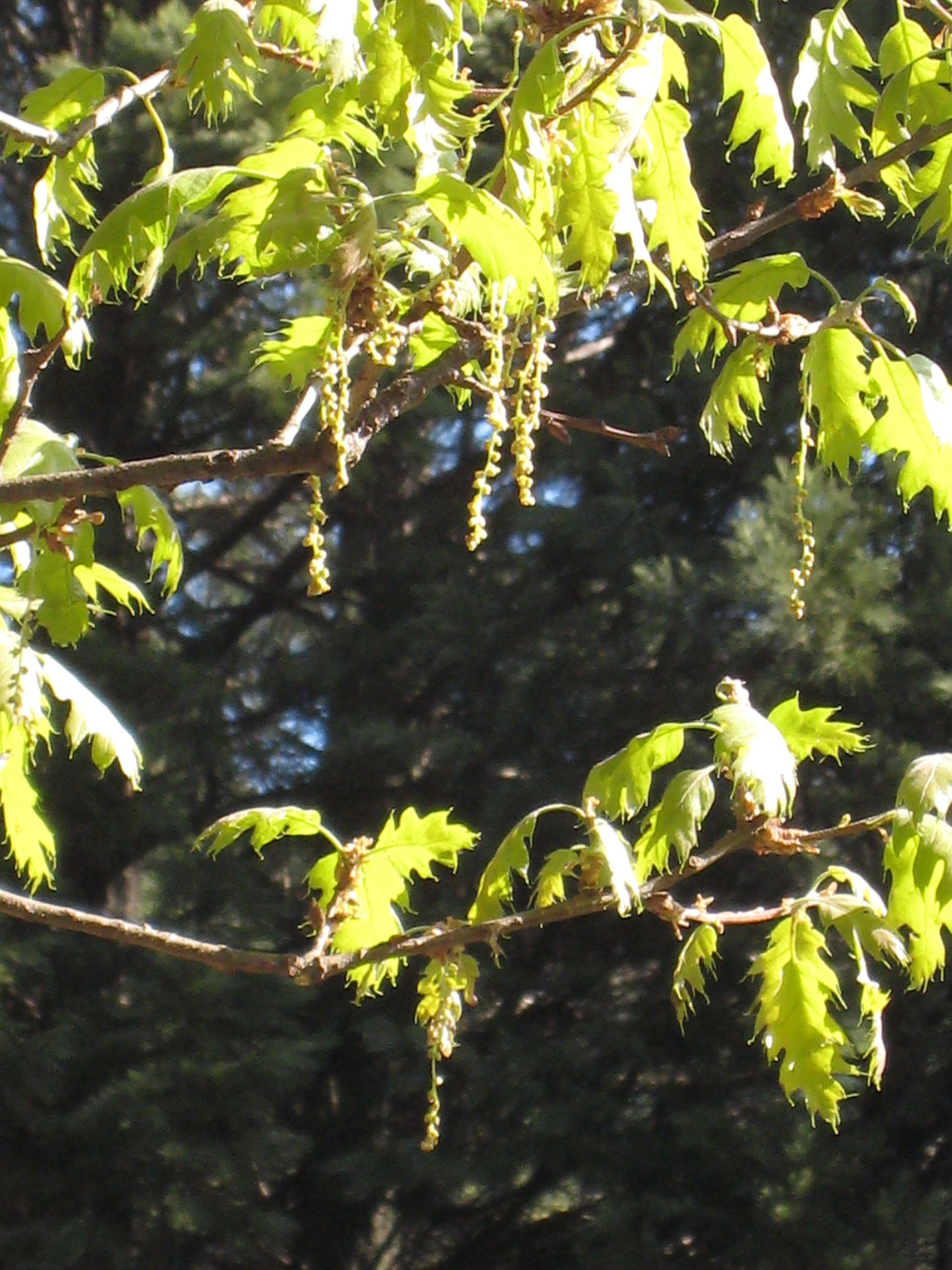
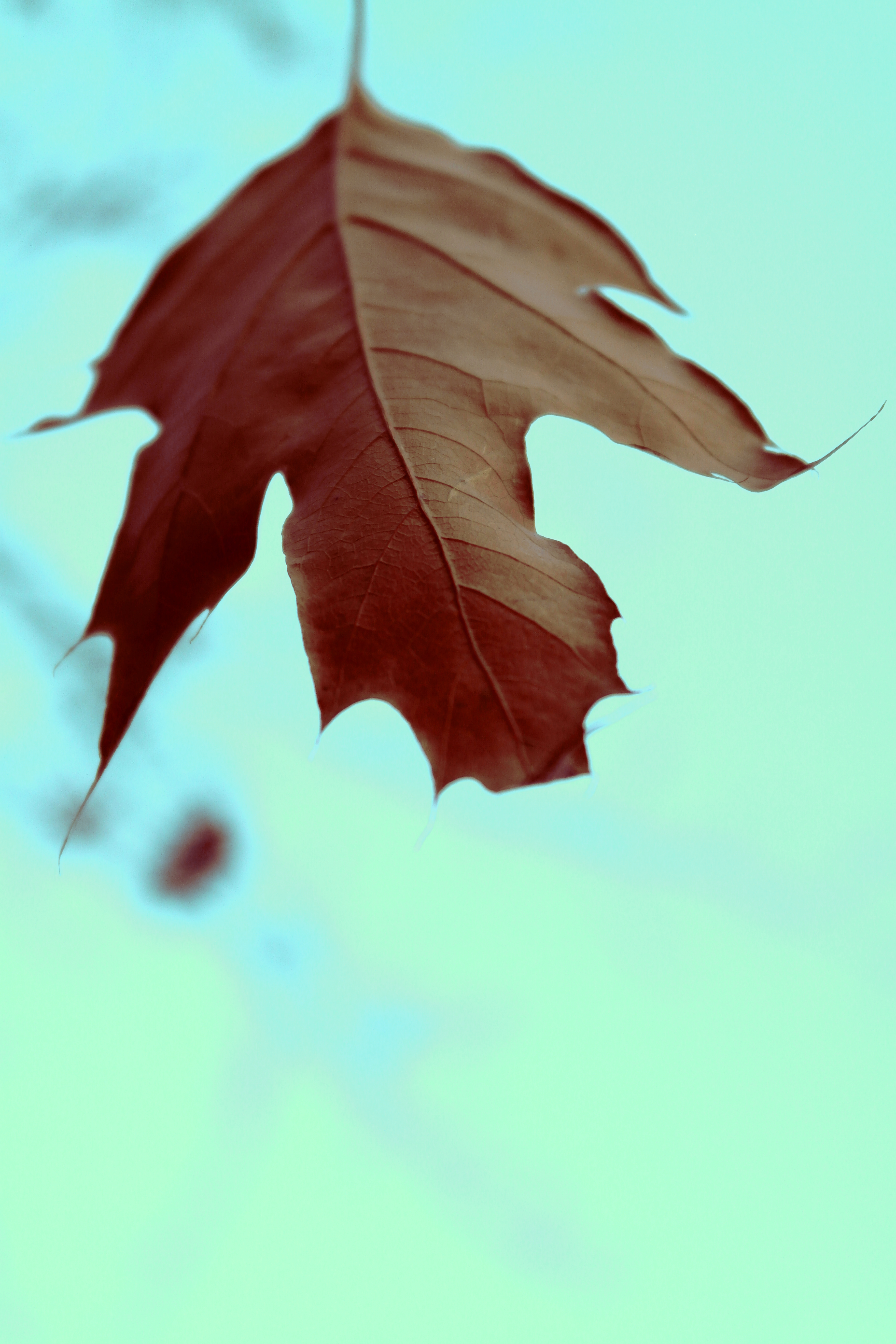
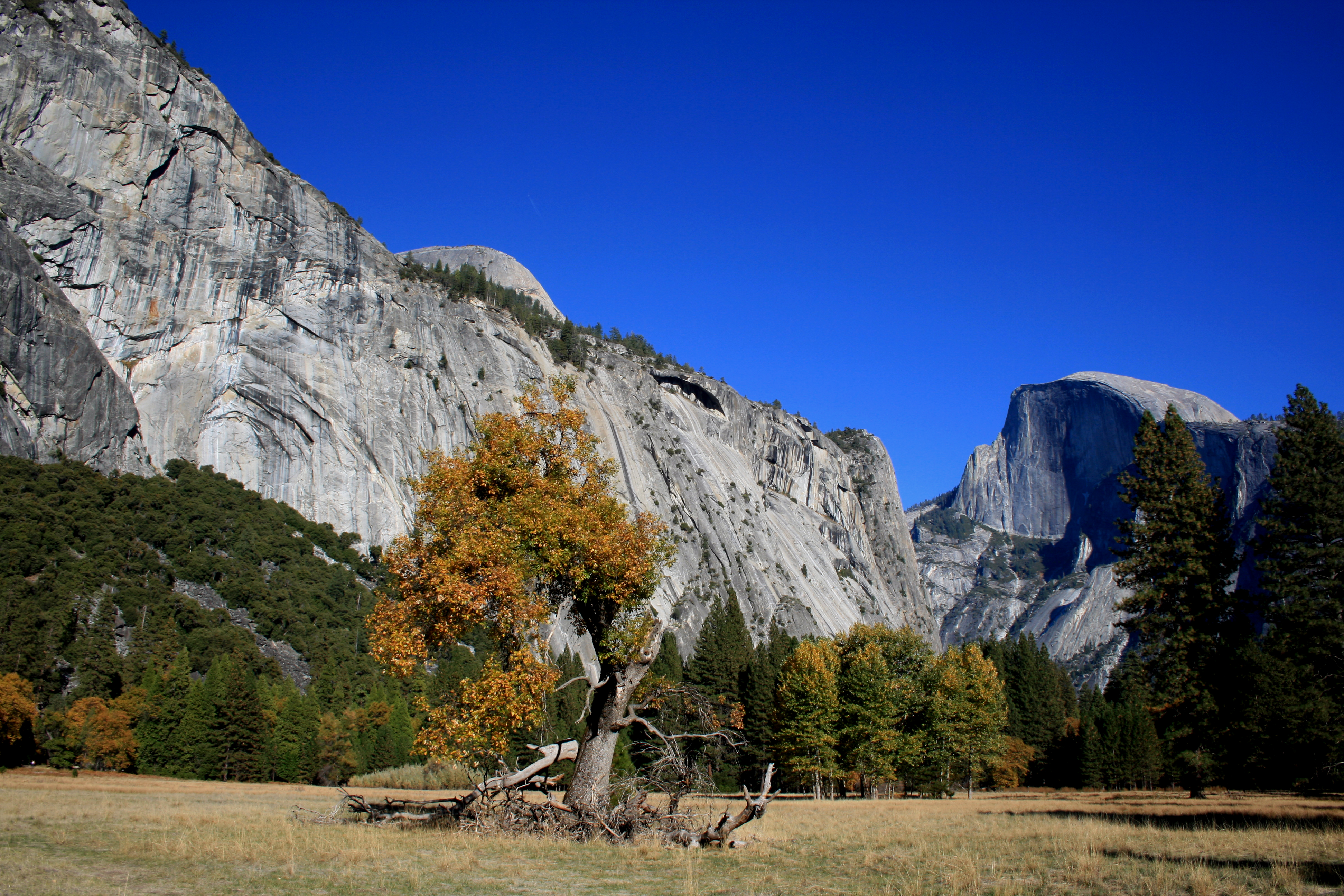